# Denariusa australis
Denariusa australis är en fiskart som först beskrevs av Steindachner, 1867.  Denariusa australis ingår i släktet Denariusa och familjen Ambassidae. Inga underarter finns listade i Catalogue of Life.